# Coverity
Coverity — пакет программного обеспечения, состоящий из статического и динамического анализаторов кода, принадлежащий компании «Synopsys». Программное обеспечение ищет ошибки и недочёты в безопасности исходных кодах программ, написанных на Си, C++, Java, C# и JavaScript.
До приобретения Synopsys компания Coverity располагалась в лаборатории Стэнфордского университета в Калифорнии. В июне 2008 года компания поглотила Solidware Technologies. В феврале 2014 года были подписаны бумаги о продаже компании Synopsys за 350 млн долларов США.

## Программы в пакете
- Coverity Code Advisor — статический анализатор кода для исходных кодов на Си, C++, C#, Java и JavaScript. Разработан на основе Stanford Checker[3].
- Coverity Code Advisor on Demand облачная версия Coverity Code Advisor.
- Coverity Scan — облачное приложение для анализа открытого программного обеспечения. На момент 2016 года, анализируется свыше 4000 проектов.
- Coverity Test Advisor — серия продуктов, для выявления проблем тестирования программного обеспечения.
- Seeker — приложение интерактивного теста безопасности продукта.

## Использование
Согласно контракту с Департаментом национальной безопасности США, при помощи Coverity проверили более 150 проектов с открытым исходным кодом на наличие ошибок, было исправлено более 6 тысяч ошибок в 53 проектах.
Администрация национальной безопасности дорожного движения США использовала инструмент в 2010—2011 годах, расследуя сообщения о непреднамеренном ускорении автомобилей Toyota.
ЦЕРН использовал инструмент, проверяя программное обеспечение Большого адронного коллайдера.
Лаборатория реактивного движения НАСА использовала ПО для тестирования исходных кодов марсохода Curiosity.

## Награждения
В октябре 2008 комитет MIT Technology Review добавила сооснователя Сета Халема (Seth Hallem) в список инноваторов младше 35.
В 2009—2011 годах Coverity включался в список Deloitte «Technology Fast 500».
В мае 2012 года Coverity становится лауреатом премии «CODiE Award for Best Software Development Solution».